# Frihedens skygge
Frihedens skygge er en dansk-svensk miniserie fra 1994, der består af fire afsnit. Serien er baseret på Erik Otto Larsens bog Manden, der holdt op med at smile fra 1990 og er instrueret af Birger Larsen, der skrev manuskriptet i samarbejde med Jørn O. Jensen. Medvirkende tæller blandt andre Frits Helmuth, Björn Kjellman, Peter Mygind, Krister Henriksson, Malin Berghagen, Thomas Bo Larsen, Paprika Steen, Vigga Bro og Sten Ljunggren.

## Handling
Den unge Lasse Eriksson mistænkes uretfærdigt for et bankrøveri og et efterfølgende mord. Det er den ældre herre, Svend Gabrielsen som ikke ønsker røveriet og mordet på egne skuldre. Han har brug for pengene, som måske kan redde hans kræftsyge kone på en klinik i Sverige. Lasse kæmper indædt for at bevise sin uskyld eller snarere for at flygte fra de politimænd, der står fast på, at han er gerningsmanden.

## Medvirkende
- Frits Helmuth - Svend Gabrielsen
- Nonny Sand - damen i haven
- Maria Kulle - Søster Karin
- Vigga Bro - Gudrun Gabrielsen
- Preben Harris - Rudolf Kure
- Birgitte Simonsen - Fru Danbo
- Erik Wedersøe - Erik Svane
- Peter Mygind - Frank Søndergaard
- Michelle Bjørn-Andersen - sekretær
- Björn Kjellman - Lasse Ericksson
- John Hahn-Petersen - retslæge
- Mette Munk Plum - Louise
- Søren Christensen - Bjørn
- Finn Nielsen - fængselsinspektør
- Paprika Steen - pigen i baren
- Thomas Bo Larsen - fyr 1
- Peter Reim - fyr 2
- Anton Erik Kraft - Gammelven
- Sten Ljunggren - Tomas Gustafsson
- Mogens Rex - politikonstabel
- Stig Hoffmeyer - kriminalinspektør Birk
- Troels II Munk - teknikeren Gammelgård
- Søren Sætter-Lassen - Rudolf Kures søn
- Thomas Ungewitter - Falleslev
- Michael Carøe - Gammelvens stemme
- Marie Göranzon - Birgitta Murminen
- Krister Henriksson - Mats Murminen
- Malin Berghagen - Monica Gustafsson
- Björn Åkesson - skovarbejder Albert
- Roland Hedlund - skovformanden
- Håkan Mohede - politikonstabel
- Bo Christer Hjelte - præst
- Pär Ericson - Rune Gustafsson
- Karin Ekström - Gunilla Gustafsson
- Michaela H. Pedersen - blomsterpige
- Lars Green - Dr. Wamström
- Ole Emil Riisager - speaker
- Henric Holmberg - Blomgren
- Lars Lippert - bankassistent
- Bendt Hildebrandt - bankfuldmægtig
- Morten Iversen - politiassistent
- Torben Jensen - sikkerhedschef
- Holger Vistisen - sikkerhedschefens assistent
- Joakim Narin - tjener